# Retém de baioneta

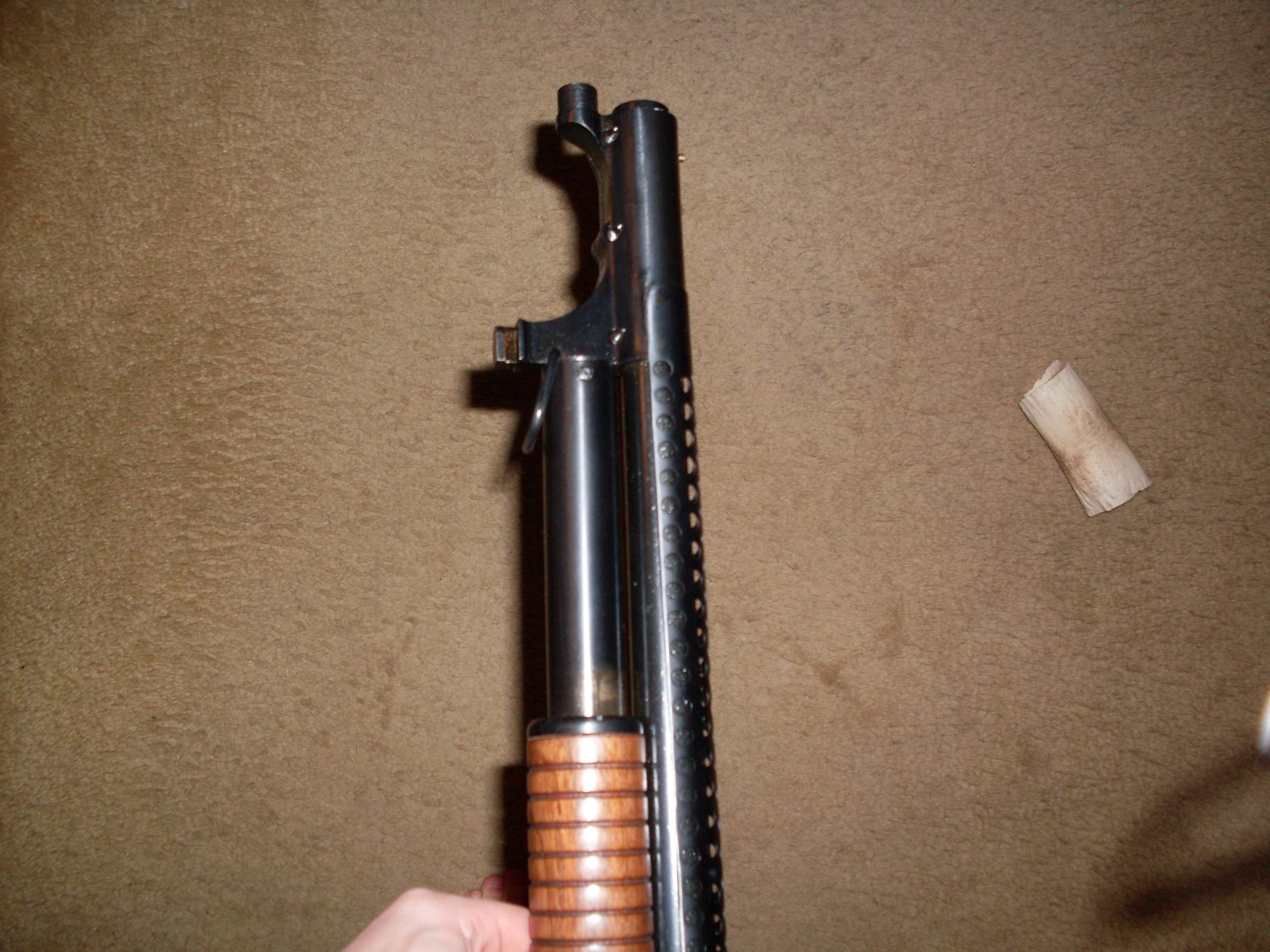
Retém da baioneta da escopeta Winchester Model 1897.

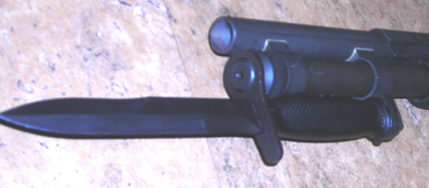
Baioneta M7 montada numa escopeta Mossberg 590A1.

Um retém de baioneta é um recurso padrão na maioria dos mosquetes, fuzis e espingardas militares, e em algumas armas longas civis. Destina-se a prender uma baioneta, que normalmente é um espigão longo ou uma faca de estocada. O retém de baioneta é a montagem de metal que trava a baioneta na arma ou fornece uma base para a baioneta descansar, de modo que quando um golpe de baioneta é feito, a baioneta não se move ou desliza para trás. Menos de 400 anos atrás, os reténs de baioneta ou seus antecessores que permitiam que elas deslizassem sobre o cano não existiam, o que tornava comum a baioneta cair do armamento no fragor do combate.
Antes da invenção de tal retém, eram usadas baionetas de plugue, que eram enfiadas na ponta do cano a partir de um toco apertado, tornando a arma de fogo praticamente inútil e certamente impedindo que ela fosse disparada. Mas no final do século XVII, esse tipo de baioneta foi totalmente eliminado e posteriormente substituído pela baioneta de soquete, que desliza sobre a boca do cano com a lâmina deslocada para o lado, logo acima ou abaixo. A baioneta de soquete seria substituída pelo botão de pressão e pelo retém de baioneta. Os reténs de baioneta geralmente estão localizadas perto da extremidade do cano de um mosquete, fuzil ou outra arma de cano longo. O ressalto é ocasionalmente colocado no topo do cano, em caso de servir como base da massa de mira (a mira frontal), ou mais frequentemente montado na lateral ou na base do cano.